# 94 (число)
Вижте пояснителната страница за други значения на 94.
94 (деветдесет и четири) е естествено, цяло число, следващо 93 и предхождащо 95.
Деветдесет и четири с арабски цифри се записва „94“, а с римски цифри – „XCIV“. Числото 94 е съставено от две цифри от позиционните бройни системи – 9 (девет) и 4 (четири).

## Общи сведения
- 94 е четно число.
- 94 е атомният номер на елемента плутоний.
- 94-тият ден от годината е 4 април.
- 94 е година от Новата ера.